# Rio Matsumoto
Rio Matsumoto (松本莉緒, Matsumoto Rio, de son vrai nom Chiyo Konno, née le 22 octobre 1982 à Morita, Japon), précédemment nommée Megumi Matsumoto (松本恵, Matsumoto Megumi) dans les années 1990, est une actrice, chanteuse et mannequin japonaise. 

## Biographie
Elle débute en 1994 sous le nom Megumi Matsumoto en tant que modèle pour des photos et publicités, puis commence à jouer dans des drama en 1995, interprétant notamment les rôles de la rivale de l'héroïne dans les adaptations des célèbres séries manga et anime Glass no Kamen (Laura ou la passion du théâtre) et Ace o Nerae (Jeu, set et match !). Elle met sa carrière en pause en 1999 pour terminer ses études, et la reprend en 2002 en ayant changé son prénom en Rio, probablement pour éviter la confusion avec une autre Megumi Matsumoto homonyme, chanteuse et actrice dans les années 1960. Elle commence à tourner dans des films au cinéma en 2003, interprétant notamment le rôle-titre du film de la série des Tomie, Tomie: Beginning en 2005. Elle a également  enregistré un maxi-single en 2004 chez la maison de disques Avex, sans suite. En 2007, elle commence une carrière parallèle de styliste de mode.

## Filmographie

### Cinéma
- 2003 : Cosmic Rescue
- 2005 : Tomie: Beginning
- 2006 : Tokyo Friends: The Movie
- 2008 : The Chasing World (リアル鬼ごっこ, Real onigokko?)
- 2008 : Cyborg Girl (の彼女はサイボ-グ, Boku no kanojo wa saibôgu?)
- 2008 : God's Puzzle (神様のパズル, Kamisama no Puzzle?) de Takashi Miike
- 2009 : Wangan Midnight: The Movie : Reina Akikawa

### Télévision
- 2008 : Asami Densetsu
- 2007 : Swan no Baka
- 2007 : Suisei Monogatari
- 2007 : Ojiisan-sensei
- 2007 : Proposal Daisakusen
- 2006 : Seishun Energy Mo Hitotsu no Sugar & Spice
- 2006 : PS Rashoumon (Emori Sachi)
- 2006 : Gal Circle
- 2005 : Designer
- 2005 : Tokyo Friends (Hayama Hirono)
- 2004 : Ace o Nerae Kiseki e no Chōsen
- 2004 : Nouka no Yome ni Naritai
- 2004 : Ace o Nerae! (Ryuuzaki Reika)
- 2003 : Stand Up!! (Tominaga Shiho)
- 2003 : Hitonatsu no Papa e
- 2003 : Hatachi (Okumura Rina)
- 2003 : Tengoku no Daisuke e
- 2002 : Remote (Karen Chikumagawa)
- 2002 : Taiyou no Kisetsu
- 2002 : Gokusen (Wakaba)
- 2002 : Golden Bowl (Akira)
- 1998 : Seikimatsu no Uta
- 1998 : Glass no Kamen 2 (Himekawa Ayumi)
- 1998 : Seija No Koushin (Takahara Rin)
- 1997 : Glass no Kamen (Himekawa Ayumi)
- 1997 : Psychometrer Eiji
- 1996 : Kindaichi Shonen no Jikenbo 2
- 1995 : Owaranai natsu
- 1995 : Ie Naki Ko 2

## Discographie
Single
- 2004 : Seraphita no Komoriuta (セラフィータの子守唄?)